# Pluteaceae
Pluteaceae là một họ nấm kích thước nhỏ tới vừa. Những thành viên của Pluteaceae có thể bị nhầm vẫn với của Entolomataceae. Họ này gồm bốn chi, trong đó hai chi Volvariella và Pluteus có phân bố rộng rãi, Chamaeota hiếm hơn nhiều, và Volvopluteus được mô tả năm 2011 sau kết quả của những nghiên cứu phân tử. Dictionary of the Fungi (ấn bản thứ 10, 2008) ước tính có 364 loài trong họ.

## Một số loài
- Pluteus cervinus, danh pháp đồng nghĩa Pluteus atricapillus
- Pluteus concentricus
- Pluteus leoninus
- Pluteus murinus
- Pluteus salicinus
- Volvariella volvacea
- Volvopluteus gloiocephalus